# Де Кэскер, Иэн
Иэ́н Де Кэ́скер (англ. Iain De Caestecker, МФА ['iːən də 'kæskər]; род. 29 декабря 1987, Глазго, Шотландия, Великобритания) — британский актёр кино и телевидения. Наиболее известен по роли агента Лео Фитца в телесериале «Агенты „Щ. И.Т.“».

## Биография
Иэн Де Кэсскер родился в Глазго в семье двух докторов. Его мать Линда работает директором отдела общественного здравоохранения по Большому Глазго и Клайду и является почётным профессором Университета Глазго. У него бельгийские корни по линии деда по отцовской линии. У него есть сестра-близнец и два старших брата.
Посещал начальную школу Хиллхед и получил диплом в области актёрского мастерства в колледже Лэнгсайд.
Начал актёрскую карьеру ребёнком. У него была небольшая роль в фильме 2000 года «Вампирёныш» прежде чем он появился в британских телешоу «Улица Коронации» и «Пустые слова». В 2011 году получил главные роли на канале BBC: в мистическом проекте «Призраки» и мини-сериале «Юный Джеймс Хэрриот». В 2012 году был за эту работу номинирован на BAFTA Шотландия за лучшую мужскую роль на телевидении.
В ноябре 2012 прошёл кастинг в американский телесериал «Агенты „Щ. И.Т.“». В 2013 году появился в клипе Габриэль Аплин на песню «Please Don’t Say You Love Me».
В 2014 году сыграл главную роль в режиссёрском дебюте Райана Гослинга «Как поймать монстра». Премьера фильма состоялась в рамках конкурса в разделе «Особый взгляд» на 67-м Каннском кинофестивале. В 2018 году снялся в научно-фантастическом фильме «Оверлорд», спродюсированном Джей Джей Абрамсом. Фильм получил две номинации на премию «Сатурн» в 2019 году.
В 2020 году сыграл молодого Дугласа Питерсена в мини-сериале BBC One «Мы», основанном на одноимённом романе Дэвида Николлса. В том же году снялся вместе с Хью Лори в политическом триллере «Скользкий путь». В 2022 году исполнил главную роль в мини-сериале BBC One «Комната управления».
В 2022 году Де Кестекер возглавил актерский состав трехсерийной драмы BBC One «Диспетчерская». Кроме того, он будет появляться в качестве гостя на престижных шоу подкастов франко-американской сети подкастов Paradiso Media Conference Call вместе с Джеффом Уордом, Элизабет Хенстридж и Кларком Греггом. В следующем 2023 году он снялся в роли Артура в телесериале «Король зимы», поставленном по мотивам одноимённого романа Бернарда Корнуэлла.

## Фильмография
| Год       |     | Русское название           | Оригинальное название                  | Роль                    |
| --------- | --- | -------------------------- | -------------------------------------- | ----------------------- |
| 1999      | кор | Билли и Зорба              | Billy and Zorba                        | Билли                   |
| 2000      | ф   | Вампирёныш                 | The Little Vampire                     | Найджел                 |
| 2001—2003 | с   | Улица Коронации            | Coronation Street                      | Адам Барлоу             |
| 2001      | с   | Хозяин долины              | Monarch of the Glen                    | Ангус «Рики» Макдональд |
| 2002      | с   | Коварство гор              | Rockface                               | Дэн                     |
| 2003      | ф   | Шестнадцать лет похмелья   | 16 Years of Alcohol                    | Фрэнки в детстве        |
| 2003      | кор | С мыслями о Бразилии       | All Over Brazil                        | Стивен                  |
| 2009      | с   |                            | River City                             | Стюарт                  |
| 2009      | с   | Таггерт                    | Taggart                                | Дейви Кинкейд           |
| 2010      | с   | Пустые слова               | Lip Service                            | Даррен                  |
| 2011      | с   | Призраки                   | The Fades                              | Пол Робертс             |
| 2011      | с   | Юный Джеймс Хэрриот        | Young James Herriot                    | Джеймс Хэрриот          |
| 2012      | с   | Тайна Крикли-холла         | The Secret of Crickley Hall            | молодой Перси Джадд     |
| 2012      | ф   | Там наверху                | Up There                               | Томми                   |
| 2012      | ф   | Шелл                       | Shell                                  | Адам                    |
| 2013      | ф   | В страхе                   | In Fear                                | Том                     |
| 2013      | ф   | Не просто счастливый конец | Not Another Happy Ending               | Родди                   |
| 2013—2020 | с   | Агенты «Щ.И.Т.»            | Agents of S.H.I.E.L.D.                 | агент Лео Фитц          |
| 2013      | ф   | Грязь                      | Filth                                  | Оки                     |
| 2014      | ф   | Как поймать монстра        | Lost River                             | Боунс                   |
| 2014      | кор | Лиам и Ленка               | Liam & Lenka                           | Лиам                    |
| 2016      | мс  | Великий Человек-паук       | Ultimate Spider-Man vs. the Sinister 6 | агент Лео Фитц          |
| 2016      | вс  | Агенты «Щ.И.Т.»: Йо-Йо     | Agents of S.H.I.E.L.D.: Slingshot      | агент Лео Фитц          |
| 2018      | ф   | Оверлорд                   | Overlord                               | рядовой Мортон Чейз     |
| 2020      | с   | Мы                         | Us                                     | молодой Дуглас Питерсен |
| 2020      | с   | Скользкий путь             | Roadkill                               | Дункан Нок              |
| 2021      | кор | Наверху                    | Upstairs                               | Тим                     |
| 2022      | с   | Комната управления         | The Control Room                       | Гейб Мейвер             |
| 2023      | с   | Зимний король              | The Winter King                        | Артур                   |